# Esma Agolli
Esma Agolli (Tirana, 1 de julio de 1928-Tirana, 5 de junio de 2010) fue una actriz albanesa. Debutó en el escenario del Teatro Nacional de Tirana en 1948 y actuó en más de sesenta obras, así como en varias películas. Murió de una parada cardiorrespiratoria en su casa de Tirana.

## Filmografía
- Fëmijët e saj (1957) - Nusja
- Përtej mureve të gurta (1979) - Zonja Neriman
- Mysafiri (1979) - Agathia